# Rhadinaea stadelmani
Rhadinaea stadelmani es una especie de serpiente que pertenece a la familia Dipsadidae. Es endémico de un área de unos 600 km² en la Sierra de los Cuchumatanes y las montañas de Cuilco en Guatemala. Su hábitat natural incluye bosques de pino-encino y de coníferas. Su rango altitudinal oscila entre  1600 y 2840 m s. n. m.. Es considerado una especie amenazada de extinción por la pérdida de hábitat como resultado de las actividades agrícolas y la tala de bosque para leña. La especie ocurre en un área protegida: la Reserva Forestal Municipal de Todos Santos Cuchumatán.